# Ernie Brandts
Ernstus "Ernie" Wilhelmus Johannes Brandts (Nieuw-Dijk, 3 de fevereiro de 1956) é um treinador e ex-jogador de futebol nascido nos Países Baixos, tendo sido assistente por dez anos do PSV Eindhoven.

## Carreira
Como jogador, atuou na posição de zagueiro, e foi convocado 28 vezes para a Seleção Neerlandesa de Futebol, marcando 5 gols, além de disputar a Copa do Mundo FIFA de 1978, marcando um gol contra em um jogo contra a Itália e depois um a favor, sendo que os Países Baixos encerraram a competição em segundo lugar.

## Títulos
PSV
- Eredivisie: 1977-78 e 1985-86
- Copa da Uefa: 1977-78

Seleção Holandesa
- Copa do Mundo FIFA: 1978 - vice campeão
- Torneio de Paris de Futebol: 1978

## Ligações Externas
- Perfil em FIFA.com (em inglês)